# Maytenus cuzcoina
Maytenus cuzcoina är en benvedsväxtart som beskrevs av Ludwig Eduard Theodor Loesener. Maytenus cuzcoina ingår i släktet Maytenus och familjen Celastraceae. Inga underarter finns listade.